# Mount Sinai Hospital
Il Mount Sinai Hospital, fondato nel 1852, è uno dei più antichi e grandi ospedali didattici degli Stati Uniti. 

## Classifica
Nel 2011-2012, è stato classificato dalla rivista News & World Report come uno dei migliori ospedali degli USA per 12 specialità mediche.

## Collocazione

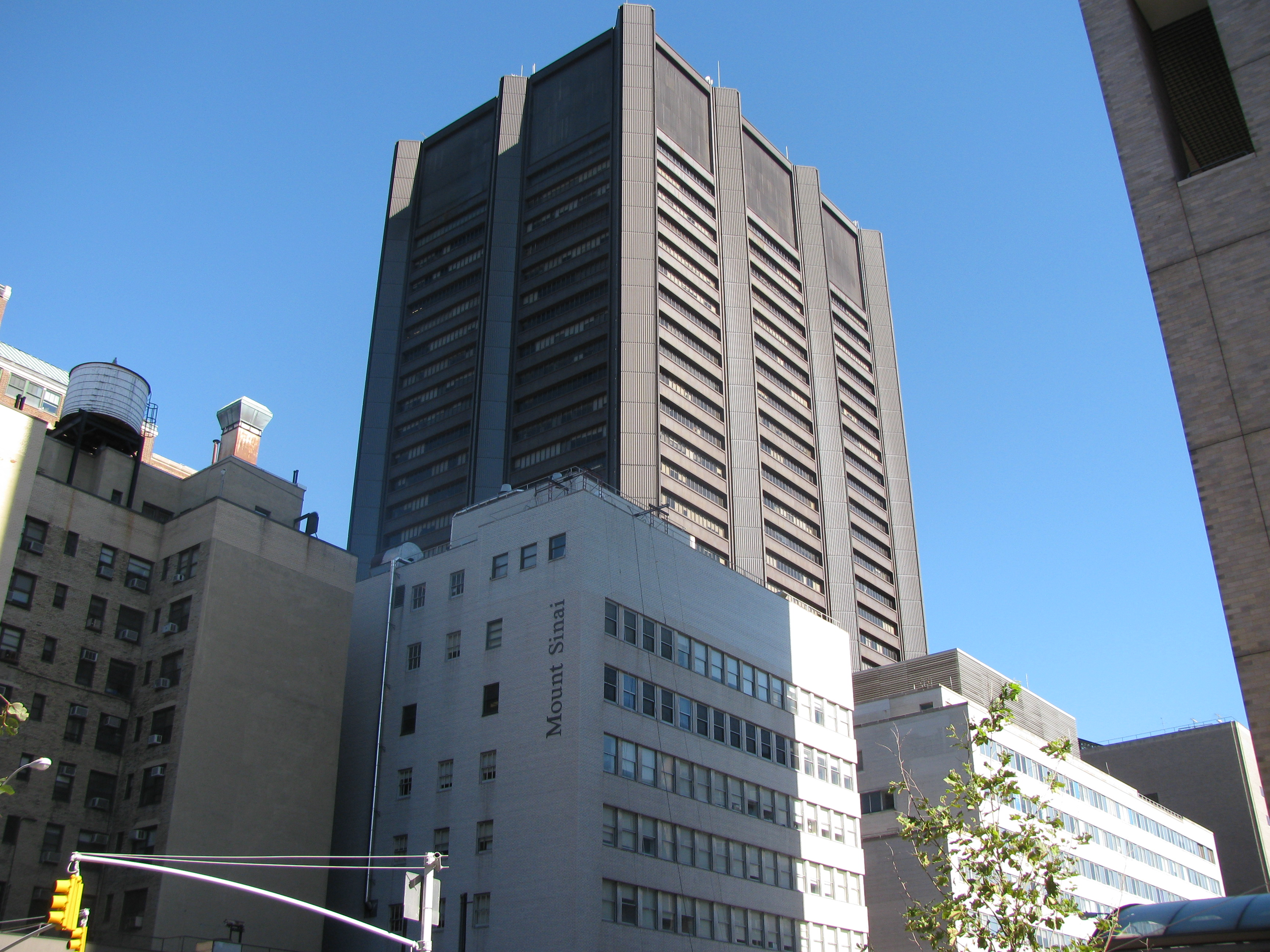
Mount Sinai Hospital.

Situato sulla costa più ad est di Central Park, nella città di New York, a Manhattan, il Mount Sinai ha un certo numero di ospedali gemellati nell'area metropolitana di New York, e un campus addizionale, il Mount Sinai Hospital of Queens.
L'ospedale è anche gemellato con uno dei centri di didattica medica e ricerca biomedica più avanzati, la Mount Sinai School of Medicine (Scuola di Medicina del Mount Sinai), che fu inaugurata nel settembre 1968. Insieme, questi ultimi due comprendono il Mount Sinai Medical Centre (Centro Medico del Mount Sinai).